# گورستان سیرانه
قبرستان سیرانه مربوط به مفرغ است و در شهرستان مهران، بخش ملکشاهی، دهستان گچی، ۱ کیلومتری جنوب غرب روستای سیرانه واقع شده و این اثر در تاریخ ۲۶ اسفند ۱۳۸۶ با شمارهٔ ثبت ۲۲۱۴۸ به‌عنوان یکی از آثار ملی ایران به ثبت رسیده است.